# 逃跑計劃
逃跑计划（Escape Plan，原名 Perdel），中国流行摇滚乐队，由主唱毛川、吉他手马晓东、贝斯手王新刚、键盘手曲锐、鼓手王非凡组成。
2004年年底，逃跑计划乐队的前身孔雀乐队成立。
2006年4月，乐队参加通力杯全国乐队大赛，获得第三名，开启音乐之旅。
2008年，乐队歌曲《08年我们结婚》被用于当届迷笛音乐节的宣传片主题曲；8月8日，发行乐队首张EP《Take Me Away》；12月14日，获得腾讯星光大典最有潜力乐队大奖。
2009年5月28日，在“盖世群音”乐队大赛北京赛区决赛中荣获冠军。
2012年7月，推出专辑《世界》；9月22日，参加乐队龙虎榜全国总决赛；12月16日，在第四届中国摇滚迷笛奖颁奖典礼上，乐队获“最佳年度摇滚乐队”、乐队专辑《世界》获“最佳年度摇滚专辑”、歌曲《夜空中最亮的星》获“最佳年度摇滚歌曲”，而主唱毛川则获得“最佳年度摇滚男歌手”。
2013年4月14日，参加第13届音乐风云榜盛典，专辑《世界》斩获最佳摇滚专辑奖。同年5月23日，参加北京工人体育场“新花怒放”巡演。
2014年1月15日，参加新浪微博之夜并获得微博年度风尚奖。
2015年5月16日，在台北国际会议中心举办“逃跑计划2015台北演唱会”。
2017年6月17日，在北京工人体育馆举办“Back To Beijing”演唱会。
2019年1月，作为首发歌手参加音乐竞技节目《歌手2019》。
2021年9月6日，发行专辑《回到海洋》。
2022年7月10日，参加腾讯TME“有没有那么一首歌”时光金曲演唱会。

## 樂隊成員
- 主唱：毛川
- 吉他：馬曉東
- 貝斯：王新剛
- 鼓手：王非凡（现）、李洪濤（前）、张超（前）
- 鍵盤：曲锐、闵博俊（前）

## 歷史
2006年4月，逃跑計劃樂隊參加通力杯全國樂隊大賽，獲得第三名。8月，主唱毛川代表樂隊參加北京電視臺《歡度世界盃》欄目的現場直播，期間創作多首新歌，開始逐步受到大眾媒體關注。 
同年11月，樂隊與麥丁國際簽約創作奧運單曲〈08年我們結婚〉，但因合約問題最終未正式發行，作品由樂隊保留。同年，接受《廣播歌選》雜誌專訪，並於《我愛搖滾樂》有聲雜誌第66期收錄作品〈APPLE〉。7月，參與MAO Livehouse舉辦的慈善義演「我們還有時間拯救」，支援失血兒童。
2007年9月，參加北京798藝術沙龍社區舉辦的「與建築的對話」搖滾演出活動。10月，作品〈08年我們結婚〉入圍北京電視臺「唱響奧運」奧運征歌前十名，並於12月參加錄製節目，獲費翔讚賞。
2008年1月，入選MAO Livehouse舉辦的最佳新生力量提名活動。同年與台灣音樂製作人李宗盛合作錄製匡威品牌（CONVERSE）廣告，並獲得音樂指導。2月至3月，樂隊活躍於北京各主要演出場地。4月，推出首張EP，並登上同年MIDI音樂節主舞臺。11月1日，在MAO Livehouse舉行首場專場演出。
2009年，展開《A City Without Sorrow沒有悲傷的城市》全國巡演。同年，在首屆中國搖滾迷笛獎中獲得「最佳年度搖滾新人獎」，並於《快樂女聲》決賽中與選手李霄雲合作表演。
2011年，為第15屆首爾國際動漫節參賽動畫《星遊記》演唱主題曲。
2012年9月22日，參加虎牌啤酒樂隊龍虎榜全國總決賽。
2012年11月21日，舉辦哈尔滨sublive演唱会。23日，舉辦逃跑计划《earth》长春站；24日，舉辦逃跑计划《earth》沈阳站；25日，舉辦逃跑计划《earth》大连站。12月16日第四届中国摇滚迷笛奖，乐队一举摘得四项大奖：最佳年度摇滚乐队、最佳年度摇滚专辑（《世界》）、最佳年度摇滚歌曲（《夜空中最亮的星》）、最佳年度摇滚男歌手（毛川）。
12月22日，逃离末日——逃跑计划上海专场。12月29日—31日，逃跑计划北京MAO LIVEHOUSE三专场。2013年2月1日，發表《爱在北京的岁月》。4月4日，舉辦逃跑计划《earth》西安站。
2013年7月10日，獲邀為臺灣2013新北市貢寮國際海洋音樂祭中國大陸樂團代表。
2014年11月19日，受邀参加魅族（MEIZU）手机新品发布会，作為開場演唱嘉賓樂隊。
2015年5月10日，受邀参加美国西雅图LightREAL音乐节，压轴出场。
2015年9月23日，逃跑计划参加魅族PRO发布会，在开场时演唱了《阳光照进回忆里》和经典歌曲《夜空中最亮的星》。
2018年12月 參與湖南衛視歌手2019節目。
2020年11月16日 逃跑计划受邀参加小鹏汽车鹏友之夜2020。

## 專輯列表
- 《带我离开》，EP，2008年
- 《世界》，录音室专辑，2011年12月31日
- 《時代之夢》，EP，2016年11月15日
- 《回到海洋》，录音室专辑，2021年

### 带我离开EP
收錄曲目：
1. Take Me Away
2. Is This Love
3. 08年我們結婚
4. 再見再見

### 世界
收錄曲目：
1. Is This Love
2. 阳光照进回忆里
3. Take Me Away
4. 一万次悲伤
5. Apple
6. 08年我們结婚
7. 夜空中最亮的星
8. 哪里是你的拥抱
9. Chemical Bus
10. 再见 再见

### 時代之夢
收錄曲目：
1. 時代之夢
2. 重來
3. Like A Bird

### 回到海洋
收錄曲目：
1. 梦中的你
2. 琴岛漫步
3. 暗示
4. 你的爱情
5. 海鸥
6. Noise In My Head
7. 只是感觉
8. 没什么比你更难忘
9. Magic Elevator
10. 10th

## 单曲
- 再飞行，2011年
- 青春没有终点，2012年7月20日
- Merry Christmas，2012年
- Sorry，2013年
- Wonderful， 2013年
- 因为理想，2013年5月1日
- 睡在我上铺的兄弟，2016年3月28日
- 闪光的回忆，2017年6月16日
- Shine，2017年7月11日
- 伟大的友谊，2020年2月16日
- 过去中寻找未来，2020年12月29日
- Nothing Beats Like A Heart，2021年8月25日
- 一起向前 (亚运征途赛事主题曲)，2023年6月8日

## 外部連結
- 逃跑計劃的新浪微博
- 逃跑計劃MySpace中文頁
- 逃跑計劃MySpace英文頁 （页面存档备份，存于）
- 逃跑計劃官方Blog （页面存档备份，存于）
- 逃跑計劃豆瓣小組 （页面存档备份，存于）
- 逃跑計劃StreetVoice街聲主頁 （页面存档备份，存于）
- 逃跑計劃微博主页